# Municipalités du Bhoutan
Un Thromde (municipalité) ( dzongkha : ཁྲོམ་སྡེ་; Wylie : khrom-sde ) est une division administrative de deuxième niveau au Bhoutan, correspondant aux villes du pays, apparus suite à la  loi sur le gouvernement local de 2009.

## Administration
Les thromdes sont administrés indépendamment par un conseil, le Thromde Tshogde, s'ils sont suffisamment développés et peuplés ou directement par l'administration du dzongkhag ou du gewog selon la décision du gouvernement. En 2017, il n'y avait que quatre Thromdes autonomes  : Thimphu, Phuentsholing, Gelephu et Samdrup Jongkhar.
Le Parlement décide des limites des thromdes en consultation avec le Secrétariat de la Commission foncière nationale et les autorités locales:§§ 11–18, 85
Chaque Thromde Tshogde est composé de sept à dix membres élus et dirigé par un Thrompon. Il est habilité à réglementer la publicité, à faire respecter les règles de santé et de sécurité publiques et à prélever des taxes sur les terrains, les propriétés et les transferts de propriété (taxe de vente). Ils est également autorisé à prélever des taxes spéciales sur les terrains vacants et sous-développés pour encourager le développement et à lever et dépenser de l'argent pour promouvoir le développement économique local:§§ 61–65

## Principales municipalités
| Rang | Ville            | District         | Population (2017) |
| 1    | Thimphou         | Thimphou         | 114 551           |
| 2    | Phuentsholing    | Chukha           | 27 658            |
| 3    | Paro             | Paro             | 11 448            |
| 4    | Geylegphug       | Sarpang          | 9 858             |
| 5    | Samdrup Jongkhar | Samdrup Jongkhar | 9 325             |
| 6    | Wangdue          | Wangdue Phodrang | 8 954             |
| 7    | Punakha          | Punakha          | 6 262             |
| 8    | Jakar            | Bumthang         | 6 243             |
| 9    | Nganglam         | Pema Gatshel     | 5 248             |
| 10   | Samtse           | Samtse           | 8 954             |